# حكومة عصمت إينونو الثانية
حكومة عصمت إينونو الثانية (بالتركية: II İnönü Hükûmeti) هي الحكومة التركية الثانية المرقمة في تركيا (بالتركية: 2. Türkiye Hükûmeti) بدأت أعمالها في 6 مارس 1924 في عهد رئيس الجمهورية الغازي مصطفى كمال باشا.

## خلفية
تشكلت من حزب الشعب الجمهوري، بقيادة عصمت باشا بعد إلغاء وزارتيين أساسيتيين (وزارة اركان الحرب ووزارة الشريعة والاوقاف) وتغيير جدري في أعضائها.

## قائمة أعضاء المجلس
الأسماء بين قوسين هي الأسماء التي إختارها الأفراد كألقاب لعائلاتهم بعد تبني قانون الألقاب وحذف الألقاب العثمانية 1934.
| المنصب                        | الاسم                    | ملاحظة العهدة                 |
| ----------------------------- | ------------------------ | ----------------------------- |
| رئيس الوزراء ووزير الخارجية   | عصمت باشا                |                               |
| وزير العدل                    | مصطفى نجاتي بك (أوكورال) |                               |
| وزير الإسكان والتعمير والصرف  | جلال بك                  | 6 مارس 1924 / 7 يوليوز 1924   |
| وزير الإسكان والتعمير والصرف  | حسن رفعت بك (كانيتيز)    | 7 يوليوز 1924 / 5 نوفمبر 1924 |
| وزير الدفاع                   | كاظم باشا (أوزالب)       |                               |
| وزير الداخلية                 | أحمد فريت لك (تك)        |                               |
| وزير الاقتصاد                 | حسن بك سقا               |                               |
| وزير المالية                  | مصطفى عبد الخالق بك رندا | 6 مارس 1924 / 21 ماي 1924     |
| وزير المالية                  | رجب بك (بيكر)            | 21 ماي 1924 / 22 نوفمبر 1924  |
| وزير التربية                  | حسين فاسيف بك (سينار)    |                               |
| وزير الصحة والتضامن الاجتماعي | رفيق بك                  |                               |
| وزير الأشغال العامة           | سليمان سري بك (أرال)     |                               |

## انهيار الحكومة
بعد تشكيل حزب الجمهوري التقدمي معارضة قوية، قام الرئيس الغازي مصطفى كمال باشا بتعيين علي فتحي أوكيار، وهو سياسي معتدل كرئيس للوزراء، في أول جهد له لإطلاق ديمقراطية متعددة الأحزاب في تركيا.